# Привязанность
Привя́занность — это эмоциональная связь, возникающая между ребёнком и взрослым, заботящимся о нём, на основе их постоянного взаимодействия. В психологии данное понятие подробно рассматривается в теории привязанности Джона Боулби.

## История изучения
В психологии привязанность начали изучать в начале XX века, а к середине 1960-х годов была разработана теория привязанности, объединяющая разные подходы к формированию эмоциональной связи между младенцем и матерью. К концу 1980-х эта теория расширилась и стала применяться к изучению близких отношений между взрослыми. В европейских исследованиях теория привязанности стала ключевой парадигмой для изучения межличностных отношений. Ее рассматривают не просто как теорию взаимоотношений в младенческом и взрослом возрасте, а как обширную теорию личности, охватывающую ее развитие, психопатологию и социальное функционирование.
Основоположником теории привязанности считается Джон Боулби. Он определял привязанность как эмоциональную связь, которая объединяет человека с другими людьми во времени и пространстве. При этом объект привязанности становится источником безопасности и уверенности. Этот феномен, называемый «надежным тылом», регулируется системой поведенческого контроля, формирующейся в течение первого года жизни и оказывающей влияние на аффективную, когнитивную и поведенческую сферы на протяжении всей жизни.
Джон Боулби считал, что любовь между ребенком и матерью — ключевое условие нормального психического развития. Он утверждал, что нарушение этой связи может привести к патологиям поведения. Разлука с матерью в раннем возрасте также может вызвать серьезные последствия, такие как трудности в установлении близких отношений, завышенные требования к окружающим и другие психологические проблемы.
Исследования, последовавшие за работами Джона Боулби, позволили более детально классифицировать типы привязанности. Так, в трудах М. Эйнсворт и её коллег были выделены следующие типы: безопасный (надёжный), ненадёжно-избегающий, ненадёжно-амбивалентный и ненадёжно-дезорганизованный. Однако дальнейший анализ показал, что до сих пор отсутствует полная картина динамики возрастного развития привязанности.
В 1980-х годах теория привязанности начала применяться и к изучению взрослых романтических отношений. Этому способствовали работы С. Хазан и Ф. Шейвера, которые утверждали, что гармоничные отношения с партнёром играют ключевую роль в преодолении жизненных трудностей

## Формирование привязанности
Формирование привязанности играет ключевую роль в развитии личности ребенка. Безопасная привязанность, основанная на эмоциональной поддержке и чувстве безопасности со стороны родителей, способствует развитию эмпатии, понимания и устойчивых нравственных установок. В то же время дети с неуверенной или избегающей привязанностью могут испытывать сложности с моральной ответственностью и воспринимать нравственные нормы как внешние требования.
Привязанность формируется не изолированно, а под влиянием социокультурного контекста и образовательного процесса. Взаимодействие с родителями, сверстниками и педагогами помогает ребенку осознавать ценности, анализировать моральные убеждения и развивать зрелые нравственные установки.

## Виды привязанности
Надежный тип привязанности — это умение строить крепкие и здоровые отношения без страха перед близостью. Люди с таким типом уверены в себе, позитивно воспринимают окружающих и открыты к взаимодействию. Они не впадают в зависимость от партнера, умеют выстраивать личные границы и уважать границы других.
Тревожный тип привязанности — это состояние неуверенности и эмоциональной нестабильности, выражающееся в стремлении к постоянному подтверждению любви. Люди с таким типом привязанности склонны недооценивать себя, испытывать страх потери и демонстрировать ревность. В отношениях они часто оказываются эмоционально зависимыми от партнера.
Избегающе-отвергающий тип привязанности — это стремление к мнимой самодостаточности и дистанцированию в отношениях. Такие люди избегают близости, так как боятся повторения негативного опыта из детства. Им сложно выражать чувства, и они могут казаться холодными или эмоционально недоступными.
Тревожно-избегающий тип привязанности — это сочетание страха близости и одиночества. Люди с таким типом привязанности одновременно жаждут отношений и боятся их, воспринимая себя и окружающих негативно. Этот внутренний конфликт может приводить к трудностям в выстраивании стабильных связей и чувству изоляции.